# Liste der Abgeordneten zum Vorarlberger Landtag (VI. Gesetzgebungsperiode)
Diese Liste der Abgeordneten zum Vorarlberger Landtag listet die Abgeordneten zum Vorarlberger Landtag in der sechsten Gesetzgebungsperiode von 1884 bis 1890 auf.

## Landtagsabgeordnete
| Name                      | Wahlklasse1 | Region                | Anmerkung                                        |
| ------------------------- | ----------- | --------------------- | ------------------------------------------------ |
| Aichner Simon             | Virilstimme |                       | bis 1884 (Weihe zum Fürstbischof von Brixen)     |
| Beck Gebhard              | SM          | Feldkirch             |                                                  |
| Belrupt-Tissac Karl von   | SM          | Bregenz               |                                                  |
| Berchtold Bartholomäus    | LG          | Bregenz-Bregenzerwald |                                                  |
| Bösch Engelbert           | LM          | Feldkirch-Dornbirn    | ab 1889 als Nachfolger von Franz Josef Schneider |
| Fetz Andreas              | SM          | Bregenz               |                                                  |
| Gorbach Josef             | LG          | Bregenz-Bregenzerwald |                                                  |
| Jehly Johann Baptist      | SM          | Bludenz               | ab 1886 als Nachfolger von Josef Wolf            |
| Kilga Franz Josef         | LG          | Feldkirch-Dornbirn    |                                                  |
| Nägele Jakob              | LG          | Feldkirch-Dornbirn    |                                                  |
| Nigsch Johann Josef       | LG          | Bludenz-Montafon      |                                                  |
| Reisch Martin             | LG          | Bludenz-Montafon      |                                                  |
| Rheinberger Philipp Jakob | LG          | Feldkirch-Dornbirn    |                                                  |
| Rhomberg Adolf            | SM          | Dornbirn              |                                                  |
| Schapler Gottfried        | LG          | Bludenz-Montafon      |                                                  |
| Schneider Franz Josef     | LG          | Feldkirch-Dornbirn    | gestorben am 18. Jänner 1889                     |
| Thurnher Johannes         | LG          | Feldkirch-Dornbirn    |                                                  |
| Thurnher Martin           | SM          | Dornbirn              |                                                  |
| Troy Kaspar Ignaz         | LG          | Bregenz-Bregenzerwald |                                                  |
| Tschann Johann Josef      | LG          | Feldkirch-Dornbirn    |                                                  |
| Vonbank Josef Mathäus     | LG          | Bludenz-Montafon      |                                                  |
| Wirth Peter               | LG          | Bregenz-Bregenzerwald |                                                  |
| Wolf Josef                | SM          | Bludenz               | bis 1886                                         |
| Zobl Johann Nepomuk       | Virilstimme |                       | ab 1885 als Nachfolger von Simon Aichner         |

1 SM ... Städte und Märkte
  LG ... Landgemeinden